# Fagnano Olona
Fagnano Olona ist eine italienische Gemeinde (comune) in der Provinz Varese in der Region Lombardei.

## Geographie
Die Gemeinde liegt am Fluss Olona und bedeckt eine Fläche von 8,63 km². Zu Fagnano Olona gehören die Fraktionen Balzarine, Bergoro und Fornasi San Martino. Die Nachbargemeinden sind Busto Arsizio, Cairate, Cassano Magnago, Gorla Maggiore, Locate Varesino (CO), Olgiate Olona und Solbiate Olona.

## Geschichte
Der römische Ursprung von Fagnano Olona wird durch einige Funde im Gemeindegebiet und durch den Namen selbst belegt, eine Weiterentwicklung des lateinischen Adjektivs Fannianus, das mit dem Adelsnamen Fannius verbunden ist. Das erste Dokument, in dem der Ort erwähnt wird, stammt aus dem Jahr 1045, ein Pergament, in dem Kaiser Heinrich III. (HRR) dem Kloster San Dionigi in Mailand den Besitz von Geldern in Fagnano bestätigt.
Im Mittelalter war die Geschichte von Fagnan, einem wichtigen befestigten Ort, eng mit den Ereignissen der Fehde und der Pfarrei Olgiate Olona verbunden, zu der es gehörte, sowohl im Contado del Seprio mit der Hauptstadt Castelseprio, von der es die Ereignisse bis zum Ende des dreizehnten Jahrhunderts verfolgte. Die Aufgabe von Fagnano bestand vor allem darin, den Fluss Olona und die Verbindungsstraße zwischen Castelseprio und Mailand zu kontrollieren. Die strategisch günstige Lage der Burg machte sie häufig zum Gegenstand von Auseinandersetzungen zwischen den verschiedenen Familien der Gegend, vor allem zwischen den Familien Della Torre und Visconti (13. Jahrhundert). Im Jahr 1287 ging das Gebiet von Seprio endgültig in die Hände der Familie Visconti über. Fagnano wurde in zwei Teile geteilt, von denen der eine dem Zweig von Giovanni Visconti zugewiesen wurde, der die Burg erhielt, und der andere den Nachkommen von Azzo Visconti, deren Nachkommen die Visconti von Ierago hervorbrachten, die das Castellazzo, eine Festung älteren Ursprungs, erhielten.
In der Mitte des 15. Jahrhunderts wurde das Visconti-Schloss von Fagnano in einen Adelssitz umgewandelt, aber die Eskalation der Streitigkeiten zwischen den Spaniern und Franzosen im 16. Jahrhundert führte dazu, dass das Schloss wieder seiner militärischen Funktion zugeführt wurde. Die Chroniken jener Zeit berichten von Angriffen und Belagerungen durch spanische Herzöge, bei denen ein Teil des Bauwerks durch die Belagerer schwer beschädigt wurde. Später ging das Schloss in den Besitz der Patrizierfamilien Tanzi und Ponti über, und nach weiteren Besitzerwechseln ging es schließlich in den Besitz der Gemeinde Fagnano Olona über, die dort ihr Gemeindeamt einrichtete. 1551 wurde Vitaliano Visconti Borromeo durch kaiserliche Ernennung von Karl V. der Titel eines Grafen von Fagnano verliehen. Gegen Ende des 16. Jahrhunderts wurde das Schloss renoviert. Die Fehde wurde am 24. Mai 1798 mit dem Einmarsch der Truppen Napoleons und dem Zusammenbruch des Herzogtums Mailand beendet. Fagnano verfolgte dann die Ereignisse des Königreichs Lombardo-Venetien und des Königreichs Italien.
Im Jahr 1863 wurde der Name Fagnano zum Toponym des Flusses Olona hinzugefügt, um ihn von Fagnano sul Naviglio, einer damals in der Provinz Mailand bestehenden Gemeinde, zu unterscheiden. Im Jahr 1927 ging Fagnano Olona an die neu gegründete Provinz Varese über. Im Jahr 1893 trat sie den Weiler Solbiello an die Gemeinde Solbiate Olona ab, während sie 1953 von Cairate die Ortschaft Fornac erhielt.

## Bevölkerung
| Bevölkerungsentwicklung | Bevölkerungsentwicklung | Bevölkerungsentwicklung | Bevölkerungsentwicklung | Bevölkerungsentwicklung | Bevölkerungsentwicklung | Bevölkerungsentwicklung | Bevölkerungsentwicklung | Bevölkerungsentwicklung | Bevölkerungsentwicklung | Bevölkerungsentwicklung | Bevölkerungsentwicklung | Bevölkerungsentwicklung | Bevölkerungsentwicklung |
| ----------------------- | ----------------------- | ----------------------- | ----------------------- | ----------------------- | ----------------------- | ----------------------- | ----------------------- | ----------------------- | ----------------------- | ----------------------- | ----------------------- | ----------------------- | ----------------------- |
| Jahr                    | 1668                    | 1853                    | 1881                    | 1901                    | 1921                    | 1951                    | 1971                    | 1991                    | 2001                    | 2011                    | 2019                    | 2021                    |                         |
| Einwohner               | 1.400                   | 2.978                   | 3.683                   | 3.895                   | 4.533                   | 5.249                   | 10.264                  | 10.372                  | 10.418                  | 12.141                  | 12.479                  | 12.301                  |                         |

## Sehenswürdigkeiten

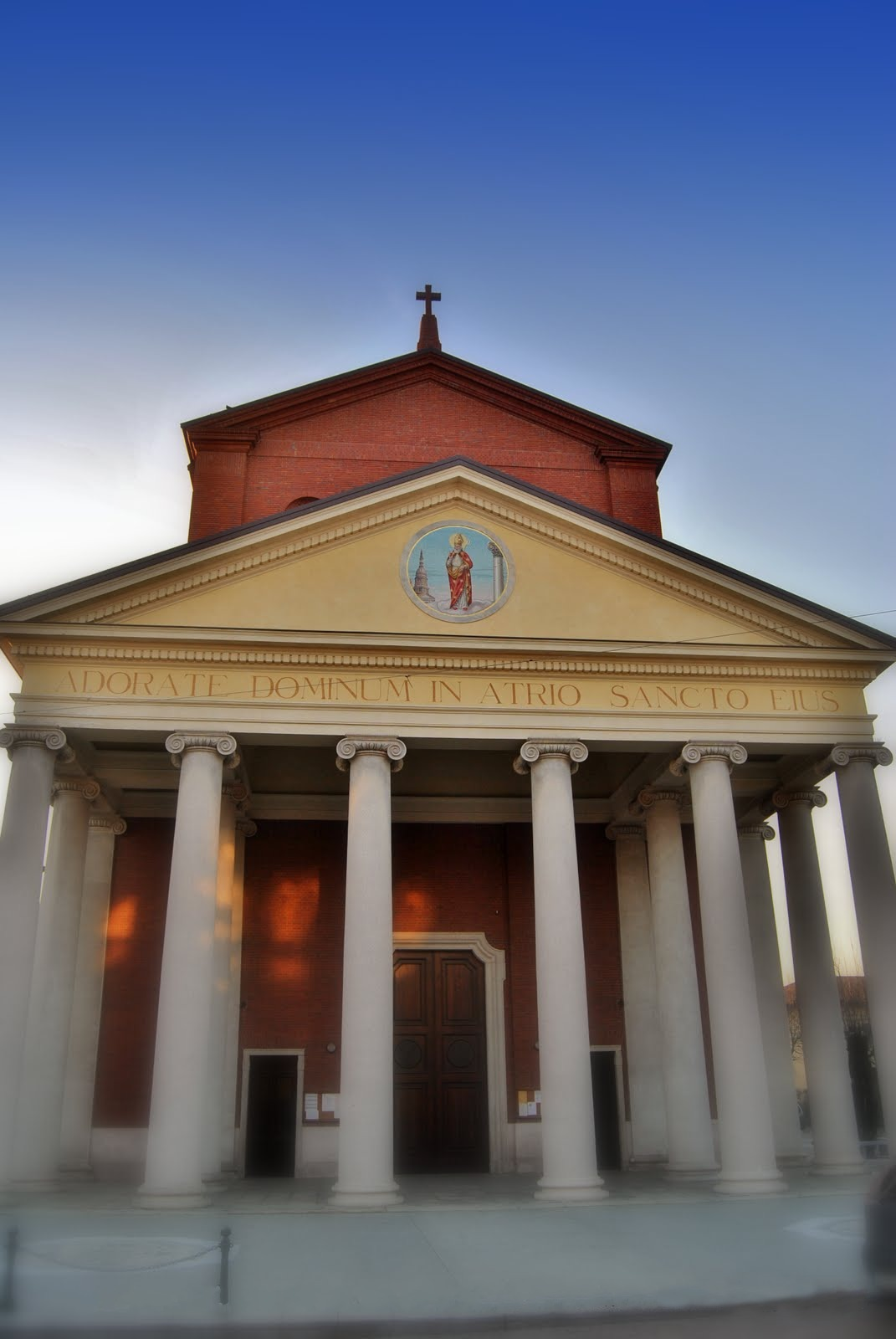
San Gaudenzio

- Wallfahrtskirche Madonna della Selva (1400)
- Pfarrkirche San Gaudenzio (1743)
- Betkapelle San Martino (1741)
- Oratorium Immacolata (1752)
- Oratorium Sant’Anna (1762)
- Kirche San Rocco in der Fraktion Bergoro
- Kirche San Giovanni Battista (1647) ebenda
- Kirche Santa Maria Assunta in der Fraktion Fornaci; Pfarrkirche seit 1983
- Castello Visconteo (13.–16. Jahrhundert)
- Villa Ferrari (17. Jahrhundert)
- Il Castellazzo
- Naturpark Medio Olona

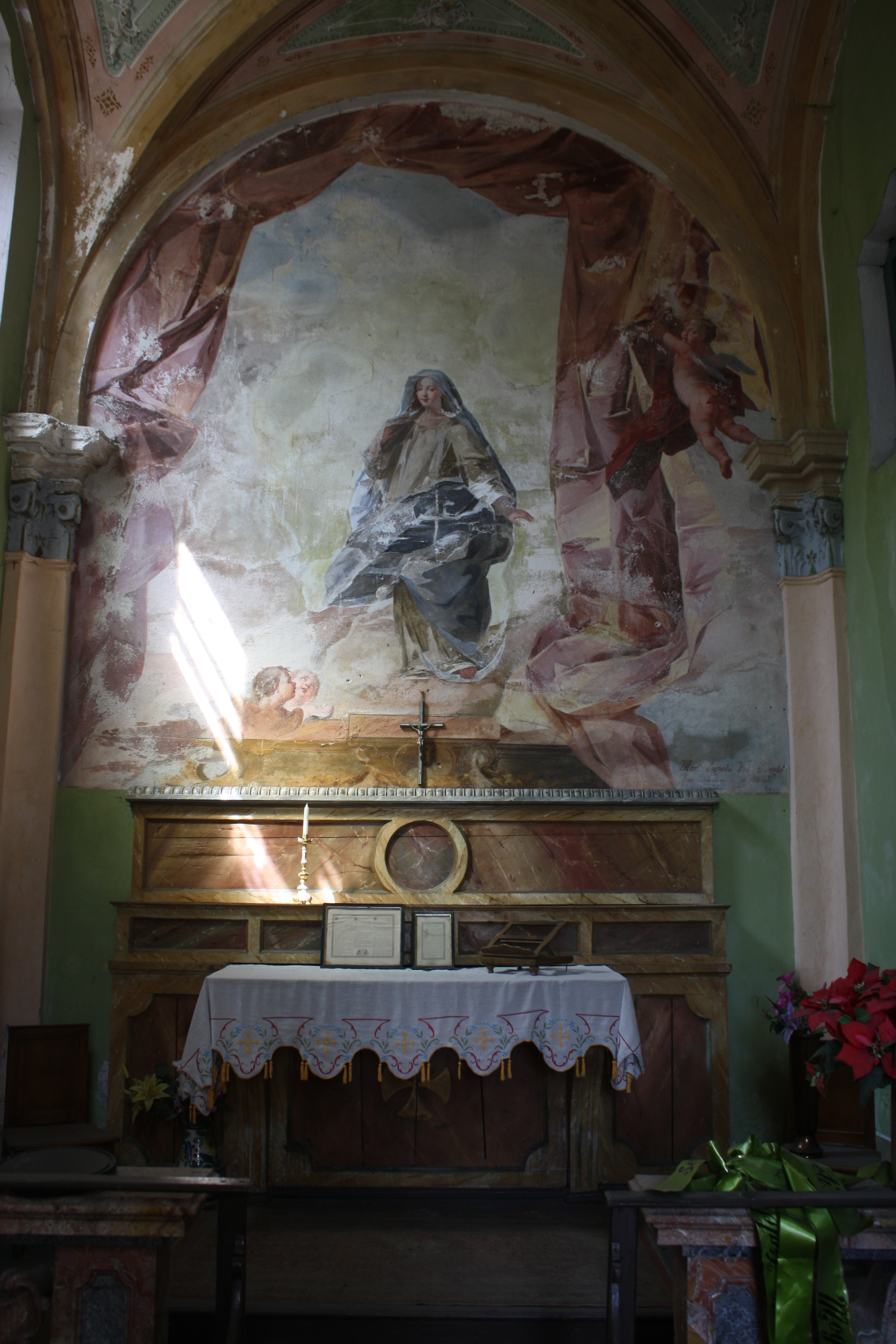
Oratorium Immacolata Concezione, Fresco der Immacolata von Biagio Bellotti
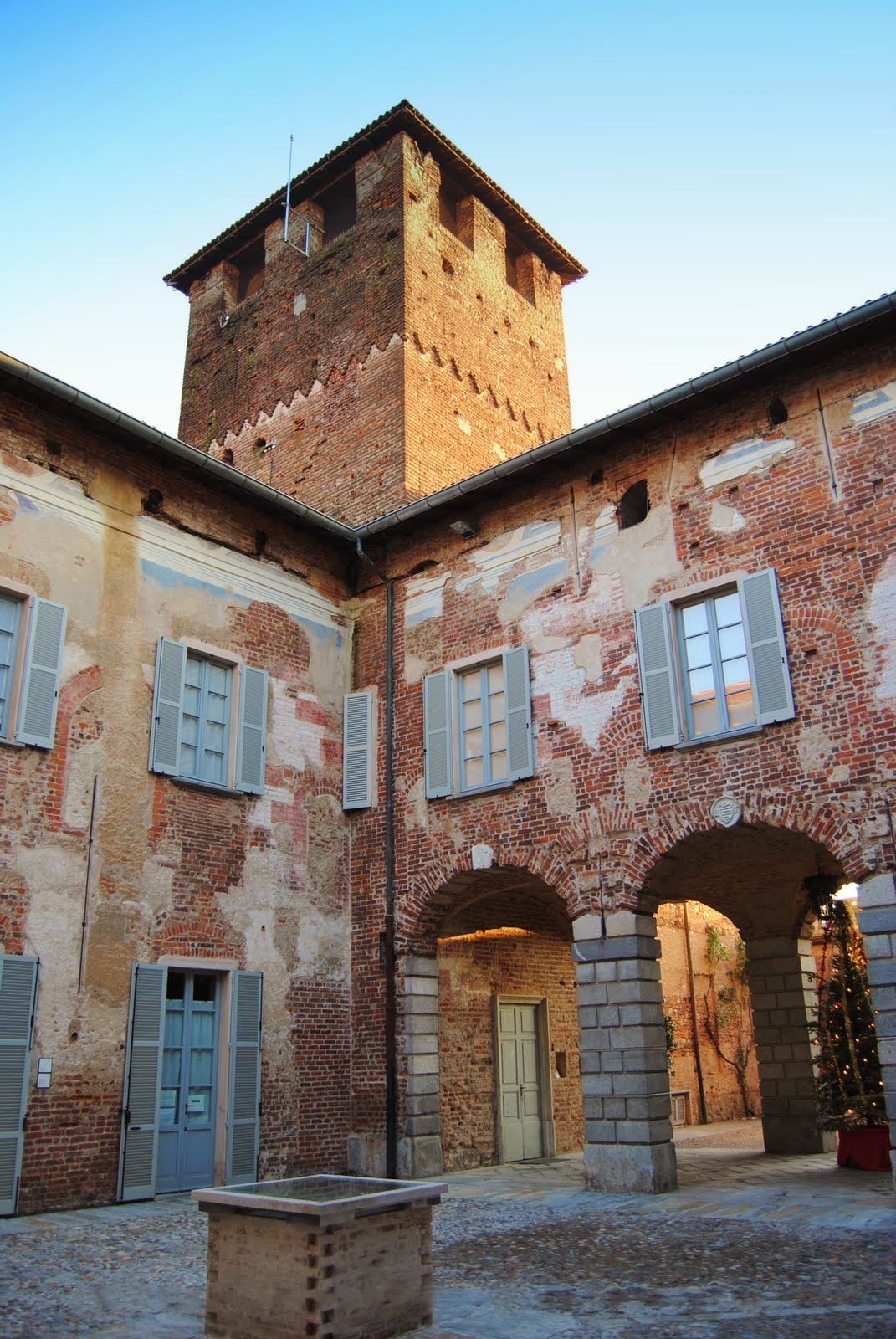
Castello Visconteo – Hof
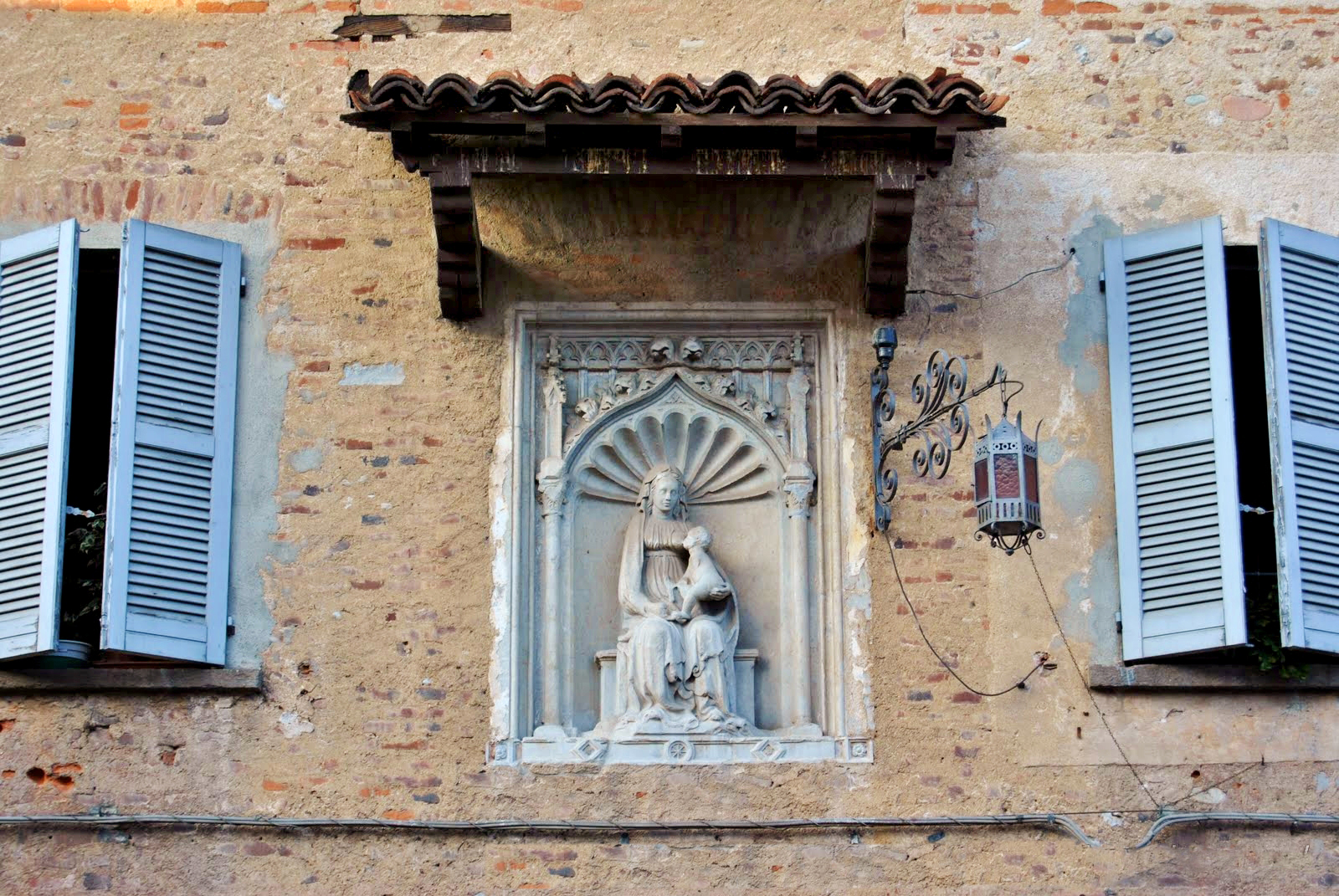
Castello Visconteo – Basrelief Madonna del latte
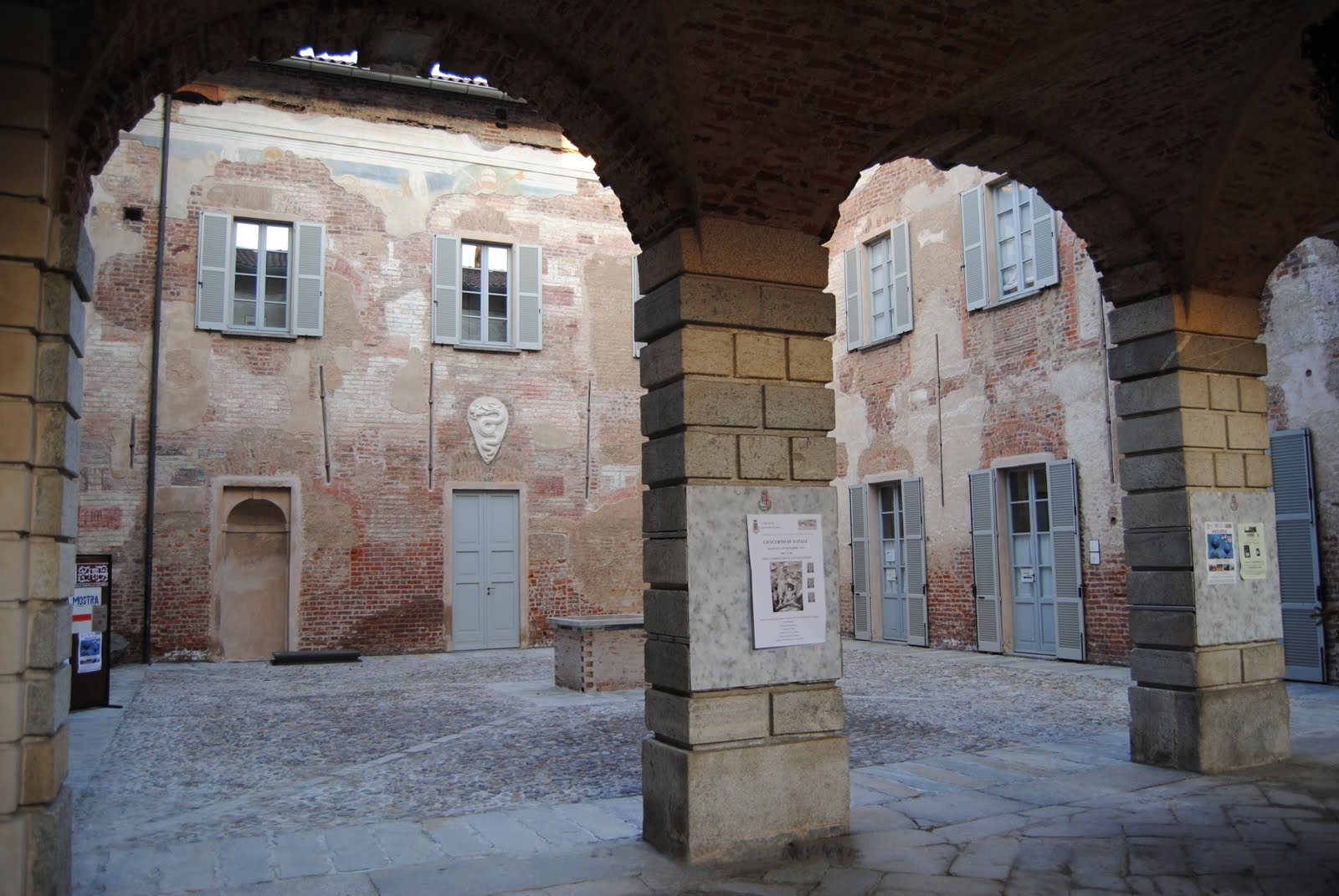
Castello Visconteo – Hof
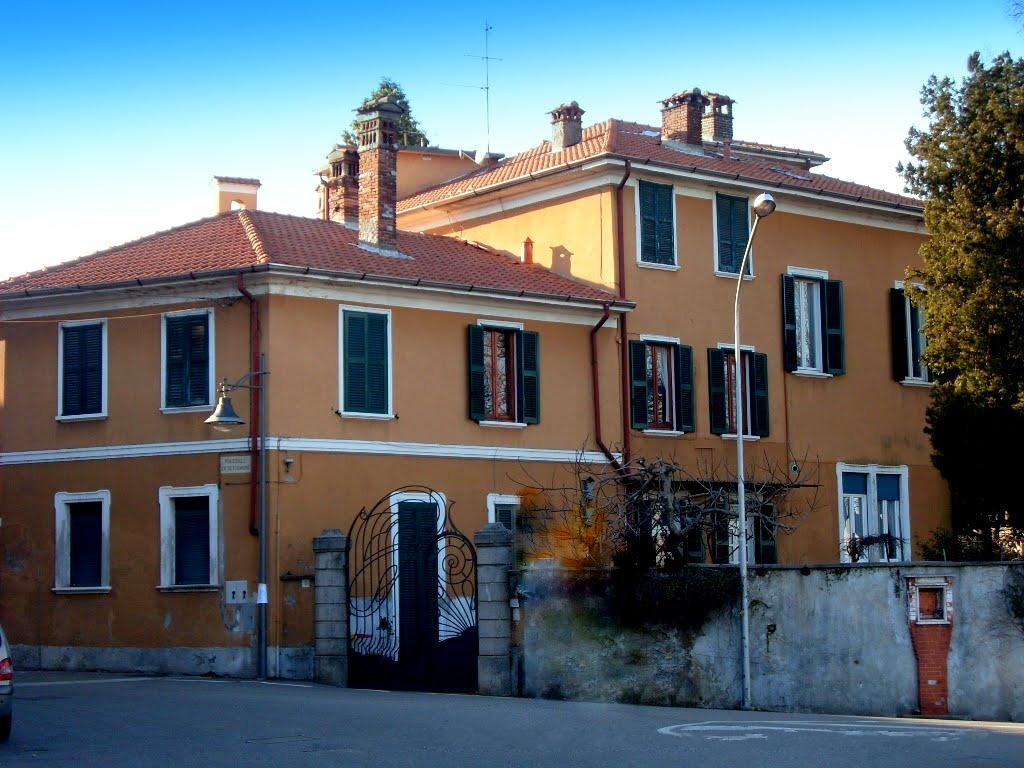
Villa Ferrari (1720)

## Persönlichkeiten
- Enrico Vanzini (* 18. November 1922 in Fagnano Olona), Überlebender des KZ Dachau